# 廖瑤珠
廖瑤珠（英語：Dorothy Liu Yiu-chu，1934年7月8日—1997年3月30日），廣東惠陽人，生於香港。香港女執業律師。父親廖恩德是香港有名的西醫，曾擔任何香凝的私人醫生。

## 生平
廖瑤珠就讀於聖士提反女子中學，1956年畢業於香港大學英文系，次年留學於英國牛津大學聖安東尼學院。1959年畢業，獲法學碩士學位。返港後任律師行見習律師，後取得執業律師資格並開設廖瑤珠律師行。1967年赴美國哈佛大學研讀國際法、國際貿易法及美國憲法，並成為美國國際法學會會員。1975年返港任執業律師，為廖陳林律師行合夥人，後為顧問。1979年創立促進現代化專業人士協會，曾任副會長、會長。1981年被中华人民共和国司法部委為公證律師。1985年任香港基本法起草委員會委員。1992年被聘為港事顧問。1993年任香港特別行政區籌備委員會預備工作委員會委員。1996年任香港特別行政區第一屆政府推選委員會。是第七、八屆全國人大代表。
廖瑤珠於1996年10月起患上胰臟癌，並於1997年3月入住瑪麗醫院。1997年3月30日凌晨2時50分，廖瑤珠於瑪麗醫院逝世，享年62歲。廖瑤珠託付其獨子將其骨灰撒在他居住的三藩市，因為她不希望自己的骨灰撒在中國寶貴的土地上，浪費貧農的空間。